# Danish Thundersport Championship 2014
2014 Danish Thundersport Championship  er den tredje sæson af den danske sportsvognsserie. Danish Thundersport Championship er en motorsportsserie hvor bilerne er identiske, hvilket skal gøre det økonomisk overkommeligt for kørerne.
| 2014 Danish Thundersport Championship | 2014 Danish Thundersport Championship | 2014 Danish Thundersport Championship | 2014 Danish Thundersport Championship | 2014 Danish Thundersport Championship | 2014 Danish Thundersport Championship | 2014 Danish Thundersport Championship | 2014 Danish Thundersport Championship | 2014 Danish Thundersport Championship | 2014 Danish Thundersport Championship | 2014 Danish Thundersport Championship | 2014 Danish Thundersport Championship | 2014 Danish Thundersport Championship | 2014 Danish Thundersport Championship | 2014 Danish Thundersport Championship | 2014 Danish Thundersport Championship | 2014 Danish Thundersport Championship | 2014 Danish Thundersport Championship | 2014 Danish Thundersport Championship | 2014 Danish Thundersport Championship | 2014 Danish Thundersport Championship |
| Forrige sæson                         | Næste sæson                           |                                       |                                       |                                       |                                       |                                       |                                       |                                       |                                       |                                       |                                       |                                       |                                       |                                       |                                       |                                       |                                       |                                       |                                       |                                       |
| 2013                                  | 2015                                  |                                       |                                       |                                       |                                       |                                       |                                       |                                       |                                       |                                       |                                       |                                       |                                       |                                       |                                       |                                       |                                       |                                       |                                       |                                       |
| ------------------------------------- | ------------------------------------- | ------------------------------------- | ------------------------------------- | ------------------------------------- | ------------------------------------- | ------------------------------------- | ------------------------------------- | ------------------------------------- | ------------------------------------- | ------------------------------------- | ------------------------------------- | ------------------------------------- | ------------------------------------- | ------------------------------------- | ------------------------------------- | ------------------------------------- | ------------------------------------- | ------------------------------------- | ------------------------------------- | ------------------------------------- |

## Teams og kørere
| Team                    | Bil              | Nr. | Kører                   | Race     |
| ----------------------- | ---------------- | --- | ----------------------- | -------- |
| SEB Power Group         | Chevrolet Camaro | 1   | Marius Nakken           | 1–5      |
| Polar Seafood Gæst      | Chevrolet Camaro | 4   | Stephan Høyer           | 3–5      |
| Polar Seafood Gæst      | Ford Mustang     | 666 | Henrik Ziegler          | 1–5      |
| STARK Racing            | Ford Mustang     | 5   | Casper Elgaard          | 1–5      |
| Racing Factory          | Chevrolet Camaro | 10  | Ronnie Bremer           | 1–5      |
| Racing Factory          | Ford Mustang     | 15  | Mikkel C. Johansen      | 1–2      |
| Team Mikkel C. Johansen | Ford Mustang     | 15  | Mikkel C. Johansen      | 3–5      |
| Telesikring Racing      | Chevrolet Camaro | 8   | Patrick Egsgaard        | 1–5      |
| Telesikring Racing      | Chevrolet Camaro | 23  | Jan Magnussen           | 1–5      |
| FP Racing               | Chevrolet Camaro | 18  | Michael Markussen       | 1–5      |
| FP Racing               | Chevrolet Camaro | 21  | Jesper Egebart          | 1–5      |
| FP Racing               | Ford Mustang     | 19  | Nicholai Eberhard       | 1–5      |
| FP Racing               | Ford Mustang     | 20  | Martin V. Jensen        | 1–5      |
| SEB/AMCAR               | Chevrolet Camaro | 27  | Elling Sebastian Aarvik | 1–3      |
| SEB/AMCAR               | Chevrolet Camaro | 28  | Molly Pettit            | 1–2, 4–5 |
| Mats Lysen Motorsport   | Chevrolet Camaro | 42  | Bjarne Nordal           | 1–5      |
| Team Denver             | Chevrolet Camaro | 60  | Henrik Kristensen       | 2, 5     |
| Polar Seafood Racing    | Dodge Challenger | 61  | John Nielsen            | 1–2, 4–5 |
| Polar Seafood Racing    | Dodge Challenger | 62  | Anders Fjordbach        | 1–2, 4–5 |
| Polar Seafood Racing    | Dodge Challenger | 63  | Jesper Sørensen         | 1–5      |
| Danpor Motorsport       | Chevrolet Camaro | 74  | Nicki Petersen          | 1–5      |

## Løbs kalender og resultater
| Race | Race | Bane                  | Dato         | Pole position | Hurtigste omgang  | Vinder          | Vinder team             |
| ---- | ---- | --------------------- | ------------ | ------------- | ----------------- | --------------- | ----------------------- |
| 1    | R1   | Jyllandsringen        | 27 April     | Jan Magnussen | Jan Magnussen     | Jan Magnussen   | Telesikring Racing      |
| 1    | R2   | Jyllandsringen        | 27 April     |               | Jan Magnussen     | Casper Elgaard  | STARK Racing            |
| 1    | R3   | Jyllandsringen        | 27 April     |               | Jan Magnussen     | Jan Magnussen   | Telesikring Racing      |
| 2    | R4   | Classic Race Aarhus   | 18 Maj       | Jan Magnussen | Jan Magnussen     | Jan Magnussen   | Telesikring Racing      |
| 2    | R5   | Classic Race Aarhus   | 18 Maj       |               | Jan Magnussen     | Jan Magnussen   | Telesikring Racing      |
| 2    | R6   | Classic Race Aarhus   | 18 Maj       |               | Jan Magnussen     | Jan Magnussen   | Telesikring Racing      |
| 3    | R7   | Rudskogen Motorsenter | 22 June      | Marius Nakken | Jan Magnussen     | Marius Nakken   | SEB Power Group         |
| 3    | R8   | Rudskogen Motorsenter | 22 June      |               | Jan Magnussen     | Jan Magnussen   | Telesikring Racing      |
| 3    | R9   | Rudskogen Motorsenter | 22 June      |               | Jan Magnussen     | Casper Elgaard  | STARK Racing            |
| 4    | R10  | Ring Djursland        | 17 August    | Jan Magnussen | Casper Elgaard    | Casper Elgaard  | STARK Racing            |
| 4    | R11  | Ring Djursland        | 17 August    |               | Ronnie Bremer     | Jan Magnussen   | Telesikring Racing      |
| 4    | R12  | Ring Djursland        | 17 August    |               |                   |                 |                         |
| 5    | R13  | Jyllandsringen        | 31 August    | Jan Magnussen | Jan Magnussen     | Mikkel Johansen | Team Mikkel C. Johansen |
| 5    | R14  | Jyllandsringen        | 31 August    |               | Ronnie Bremer     | Jan Magnussen   | Telesikring Racing      |
| 5    | R15  | Jyllandsringen        | 31 August    |               | Ronnie Bremer     | Jan Magnussen   | Telesikring Racing      |
| 5    | R16  | Jyllandsringen        | 31 August    | Jan Magnussen | Michael Markussen | Jan Magnussen   | Telesikring Racing      |
| 5    | R17  | Jyllandsringen        | 31 August    |               | Ronnie Bremer     | Casper Elgaard  | STARK Racing            |
| 5    | R18  | Jyllandsringen        | 31 August    |               | Jan Magnussen     | Jan Magnussen   | Telesikring Racing      |
| 6    | R19  | Rudskogen Motorsenter | 14 September |               |                   |                 |                         |
| 6    | R20  | Rudskogen Motorsenter | 14 September |               |                   |                 |                         |
| 6    | R21  | Rudskogen Motorsenter | 14 September |               |                   |                 |                         |
| 7    | R22  | Jyllandsringen        | 28 September |               |                   |                 |                         |
| 7    | R23  | Jyllandsringen        | 28 September |               |                   |                 |                         |
| 7    | R24  | Jyllandsringen        | 28 September |               |                   |                 |                         |

## Kørernes mesterskab
| Pos. | Kører                   | JYL | JYL | JYL | AAR | AAR | AAR | RUD | RUD | RUD | RDJ | RDJ | RDJ | JYL2 | JYL2 | JYL2 | JYL2 | JYL2 | JYL2 | RUD2 | RUD2 | RUD2 | JYL3 | JYL3 | JYL3 | Point |
| ---- | ----------------------- | --- | --- | --- | --- | --- | --- | --- | --- | --- | --- | --- | --- | ---- | ---- | ---- | ---- | ---- | ---- | ---- | ---- | ---- | ---- | ---- | ---- | ----- |
| 1    | Jan Magnussen           | 1   | Ret | 1   | 1   | 1   | 1   | 2   | 1   | 2   | 14  | 1   | C   | 2    | 1    | 1    | 1    | 16   | 1    |      |      |      |      |      |      | 273   |
| 2    | Casper Elgaard          | 4   | 1   | 2   | 2   | 2   | 2   | 3   | 2   | 1   | 1   | 4   | C   | 20   | 10   | 6    | 5    | 1    | 3    |      |      |      |      |      |      | 248   |
| 3    | Ronnie Bremer           | 5   | 2   | 3   | 9   | DNS | 5   | 4   | 11  | 4   | 2   | 2   | C   | 4    | 2    | 3    | 2    | 5    | 13   |      |      |      |      |      |      | 202   |
| 4    | Marius Nakken           | 3   | Ret | Ret | 4   | 3   | 4   | 1   | 4   | 3   | 5   | Ret | C   | 3    | 7    | 5    | 3    | 2    | 4    |      |      |      |      |      |      | 195   |
| 5    | Nicki Petersen          | 8   | 3   | 5   | 6   | 5   | 6   | 6   | 6   | 5   | DSQ | 8   | C   | 7    | 6    | 9    | 4    | 15   | 14   |      |      |      |      |      |      | 146   |
| 6    | Mikkel C. Johansen      | 13  | 5   | 10  | Ret | 13  | 11  | Ret | 7   | DNS | 3   | 7   | C   | 1    | 9    | 2    | 7    | 3    | 2    |      |      |      |      |      |      | 146   |
| 7    | Jesper Kilstrup Egebart | 12  | 4   | 17  | 13  | 9   | 13  | 5   | 3   | 6   | 7   | 3   | C   | 5    | 6    | Ret  | 9    | 10   | 5    |      |      |      |      |      |      | 135   |
| 8    | John Nielsen            | 2   | Ret | 4   | 3   | 4   | 3   |     |     |     | 15  | 5   | C   | 5    | 8    | 8    | DSQ  | 4    | 6    |      |      |      |      |      |      | 135   |
| 9    | Michael Markussen       | 7   | Ret | 6   | 7   | Ret | 7   | Ret | 12  | Ret | 4   | Ret | C   | 9    | 3    | 4    | 8    | 13   | Ret  |      |      |      |      |      |      | 100   |
| 10   | Nicolai Eberhard        | 10  | Ret | 14  | Ret | 14  | 10  | 11  | 9   | 13  | 6   | 6   | C   | 10   | 4    | 10   | 10   | 17   | 9    |      |      |      |      |      |      | 89    |
| 11   | Patrick Egsgaard        | Ret | 10  | 7   | Ret | 8   | 8   | 7   | 5   | 7   | 11  | 12  | C   | 14   | Ret  | 14   | 6    | Ret  | Ret  |      |      |      |      |      |      | 81    |
| 12   | Martin V. Jensen        | Ret | 8   | 15  | Ret | Ret | 12  | 15  | 10  | 9   | 8   | 9   | C   | 12   | 13   | 12   | 12   | 7    | 7    |      |      |      |      |      |      | 75    |
| 13   | Jesper Sørensen         | 11  | Ret | 11  | 8   | 7   | Ret | 14  | Ret | DNS | 12  | 10  | C   | 11   | 11   | 11   | 14   | 6    | 8    |      |      |      |      |      |      | 74    |
| 14   | Molly Pettit            | 15  | 7   | 12  | Ret | 7   | 9   | 8   | 15  | 10  |     |     |     | 16   | 12   | 13   | 11   | 8    | 10   |      |      |      |      |      |      | 66    |
| 15   | Anders Fjordbach        | 9   | 6   | 9   | 5   | 6   | Ret |     |     |     |     |     |     | 8    | Ret  | 7    | Ret  | DNS  | DNS  |      |      |      |      |      |      | 62    |
| 16   | Bjarne Nordal           | 14  | 9   | 13  | 11  | 11  | Ret | 9   | 13  | Ret | 16  | 13  | C   | 13   | 14   | 15   | 13   | 9    | Ret  |      |      |      |      |      |      | 51    |
| 17   | Elling Sebastian Aarvik | 6   | DSQ | 8   | Ret | Ret | DNS | Ret | 8   | 8   |     |     |     |      |      |      |      |      |      |      |      |      |      |      |      | 34    |
| 18   | Henrik Ziegler          | Ret | 11  | 16  | 12  | 15  | Ret | 10  | 14  | 11  | 10  | 12  | C   | 18   | 16   | 17   | 16   | Ret  | DNS  |      |      |      |      |      |      | 33    |
| 19   | Stephan Høyer           |     |     |     |     |     |     | 12  | 16  | 12  | 13  | Ret | C   | 19   | DNS  | 19   | 17   | 11   | 11   |      |      |      |      |      |      | 21    |
| 20   | Henrik Nøhr             |     |     |     |     |     |     |     |     |     | 9   | 11  | C   | 15   | 15   | 16   | 15   | 12   | 18   |      |      |      |      |      |      | 19    |
| 21   | Henrik Kristensen       |     |     |     | 10  | 10  | Ret |     |     |     |     |     |     | 17   | DNS  | 18   | 18   | 14   | 12   |      |      |      |      |      |      | 18    |
| 21   | Roger Hermansen         |     |     |     |     |     |     | 13  | 17  | Ret |     |     |     |      |      |      |      |      |      |      |      |      |      |      |      | 3     |
| Pos. | Kører                   | JYL | JYL | JYL | AAR | AAR | AAR | RUD | RUD | RUD | RDJ | RDJ | RDJ | JYL2 | JYL2 | JYL2 | JYL2 | JYL2 | JYL2 | RUD2 | RUD2 | RUD2 | JYL3 | JYL3 | JYL3 | Point |

| Pos. | Hold                    | JYL | JYL | JYL | AAR | AAR | AAR | RUD | RUD | RUD | RDJ | RDJ | RDJ | JYL2 | JYL2 | JYL2 | RUD2 | RUD2 | RUD2 | JYL3 | JYL3 | JYL3 | Point |
| ---- | ----------------------- | --- | --- | --- | --- | --- | --- | --- | --- | --- | --- | --- | --- | ---- | ---- | ---- | ---- | ---- | ---- | ---- | ---- | ---- | ----- |
| 1    | Team Telesikring Racing | Ret | 10  | 7   | Ret | 8   | 8   |     |     |     |     |     |     |      |      |      |      |      |      |      |      |      | 131   |
| 1    | Team Telesikring Racing | 1   | Ret | 1   | 1   | 1   | 1   |     |     |     |     |     |     |      |      |      |      |      |      |      |      |      | 131   |
| 2    | Polar Seafood Racing    | 2   | Ret | 4   | 3   | 4   | 3   |     |     |     |     |     |     |      |      |      |      |      |      |      |      |      | 118   |
| 2    | Polar Seafood Racing    | 9   | 6   | 9   | 5   | 6   | Ret |     |     |     |     |     |     |      |      |      |      |      |      |      |      |      | 118   |
| 3    | STARK Racing            | 4   | 1   | 2   | 2   | 2   | 2   |     |     |     |     |     |     |      |      |      |      |      |      |      |      |      | 101   |
| 4    | Racing Factory          | 5   | 2   | 3   | 9   | DNS | 5   |     |     |     |     |     |     |      |      |      |      |      |      |      |      |      | 89    |
| 4    | Racing Factory          | 13  | 5   | 10  | Ret | 13  | 11  |     |     |     |     |     |     |      |      |      |      |      |      |      |      |      | 89    |
| 5    | FP Racing I             | 7   | Ret | 6   | 7   | Ret | 7   |     |     |     |     |     |     |      |      |      |      |      |      |      |      |      | 67    |
| 5    | FP Racing I             | 12  | 4   | 17  | 13  | 9   | 13  |     |     |     |     |     |     |      |      |      |      |      |      |      |      |      | 67    |
| 6    | Danpor Motorsport       | 8   | 3   | 5   | 6   | 5   | 6   |     |     |     |     |     |     |      |      |      |      |      |      |      |      |      | 65    |
| 7    | SEB Power Group         | 3   | Ret | Ret | 4   | 3   | 4   |     |     |     |     |     |     |      |      |      |      |      |      |      |      |      | 56    |
| 8    | SEB Amcar               | 6   | DSQ | 8   | Ret | Ret | DNS |     |     |     |     |     |     |      |      |      |      |      |      |      |      |      | 43    |
| 8    | SEB Amcar               | 15  | 7   | 12  | Ret | 7   | 9   |     |     |     |     |     |     |      |      |      |      |      |      |      |      |      | 43    |
| 9    | FP Racing II            | 10  | Ret | 14  | Ret | 14  | 10  |     |     |     |     |     |     |      |      |      |      |      |      |      |      |      | 29    |
| 9    | FP Racing II            | Ret | 8   | 15  | Ret | Ret | 12  |     |     |     |     |     |     |      |      |      |      |      |      |      |      |      | 29    |
| 10   | Mats Lysen Motorsport   | 14  | 9   | 13  | 11  | 11  | Ret |     |     |     |     |     |     |      |      |      |      |      |      |      |      |      | 22    |
| Pos. | Hold                    | JYL | JYL | JYL | AAR | AAR | AAR | RUD | RUD | RUD | RDJ | RDJ | RDJ | JYL2 | JYL2 | JYL2 | RUD2 | RUD2 | RUD2 | JYL3 | JYL3 | JYL3 | Point |

| Farve      | Resultat                                      |
| ---------- | --------------------------------------------- |
| Guld       | Vinder                                        |
| Silver     | 2. plads                                      |
| Bronze     | 3. plads                                      |
| Grøn       | points                                        |
| Blue       | ingen points                                  |
| Blue       | Ikke-klassificeret (NC)                       |
| Purple     | Ikke fuldført (Ret)                           |
| Red        | Ikke kvalificeret (DNQ)                       |
| Red        | Ikke prækvalificeret (DNPQ)                   |
| Black      | diskvalificeret (DSQ)                         |
| White      | Ikke-startet (DNS)                            |
| White      | Løbet aflyst (C)                              |
| Light blue | Kun testet (PO)                               |
| Light blue | Fredag testkører (TD) (fra 2003 og fremefter) |
| Blank      | Har ikke testkørt (DNP)                       |
| Blank      | Ekskluderet (EX)                              |
| Blank      | Ikke ankommet (DNA)                           |
| Blank      | Trak ind før begivenheden (WD)                |
| P          | Poleposition                                  |
| H          | Hurtigste runde                               |
| PH         | Både poleposition og hurtigste runde          |

## Ekstern henvisninger
- Racemag.dk
- DTC's hjemmeside